# Émeutes antijuives en Algérie
Les émeutes antijuives de 1898 en Algérie sont une série d'attaques violentes contre la communauté juive en Algérie française, qui se déroulent du 18 au 27 janvier 1898. Les émeutes signent l'apogée de la crise antijuive (1895-1902) que connu l'Algérie française. Dirigés par Max Régis on recensera 138 attaques de magasins et plusieurs morts. Plus de 700 individus furent condamnés à des peines de prison.

## Contexte Historique

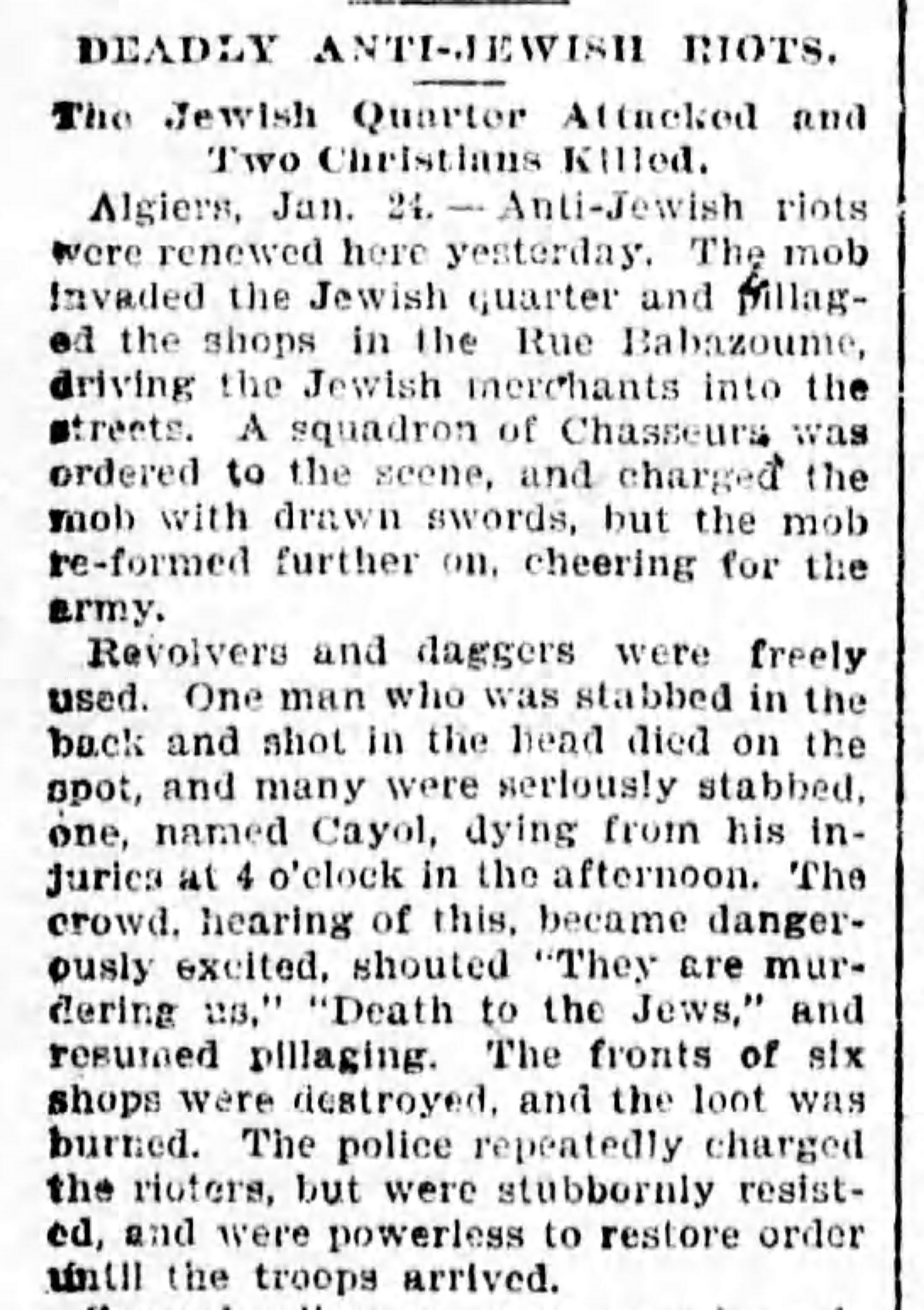
Article de journal anglais sur les émeutes antijuives de 1898

Grâce au soutien du Consistoire central des israélites de France désireux de rapprocher les juifs algériens de ceux de métropole et d'organiser le culte algerien sous le modèle français, les juifs algériens se virent attribuer la nationalité française via le décret Crémieux (portant le nom du ministre de la Justice qui était un membre important du judaïsme parisien).

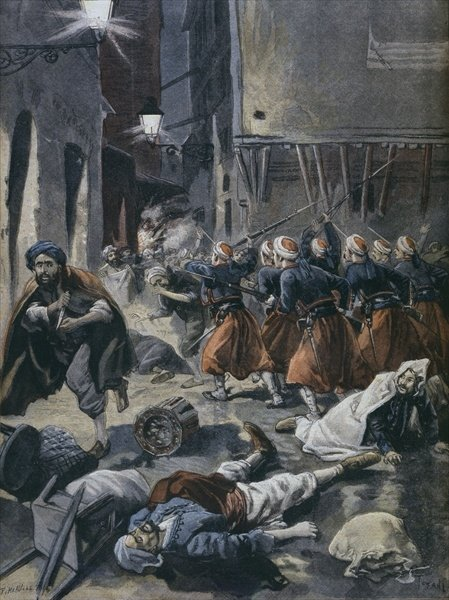
Emeutes antisémites en 1898 à Alger.

Cet événement changera le rapport de force politique en Algérie et se fera ressentir dès les premières élections organisées en 1871. En effet le vote juif pouvait représenter en moyenne 15% des voix électorales ce qui lui permettait de trancher dans plusieurs villes. Ainsi dès cette élection une première ligue antijuive fut créé à Miliana et l'aborgration du decret devint un argument politique. 
Le second événement qui va accentuer l'antisémitisme en Algérie sera la loi du 6 juin 1889 qui accordera  la nationalité française aux différentes populations immigrés en Algérie : espagnols, maltais, italiens etc. Ces populations étaient marqués par un antisémitisme plus répandu notamment dû à un ressentiment économique ; étant majoritairement des gens modeste ils voyaient les populations juives améliorer leurs position économique de plus en plus notamment via la loi Warnier de 1873 (suppression de la propriété collective et dislocation des parcelles appartenant à des indigènes) et la pratique de l'usure.
Le dernier élément qui viendra déclencher la crise antijuive sera la relation avec l'antisémitisme en métropole, Drumont rencontrera avec la France juive paru en 1887 un grand succès en Algérie et inspirera plusieurs auteurs dont Georges Meynié avec l'Algérie juive, Fernand Grégoire avec la juiverie algérienne et plus tard François Gourgoet avec la domination juive en Algérie où il demandera l'expulsion des juifs.
Ces différents éléments et le début de l'affaire Dreyfus en métropole marqueront en Algérie la création de nombreuses ligues antijuives, de rixes et de manifestations antisémites.

## Déroulé de l'émeute

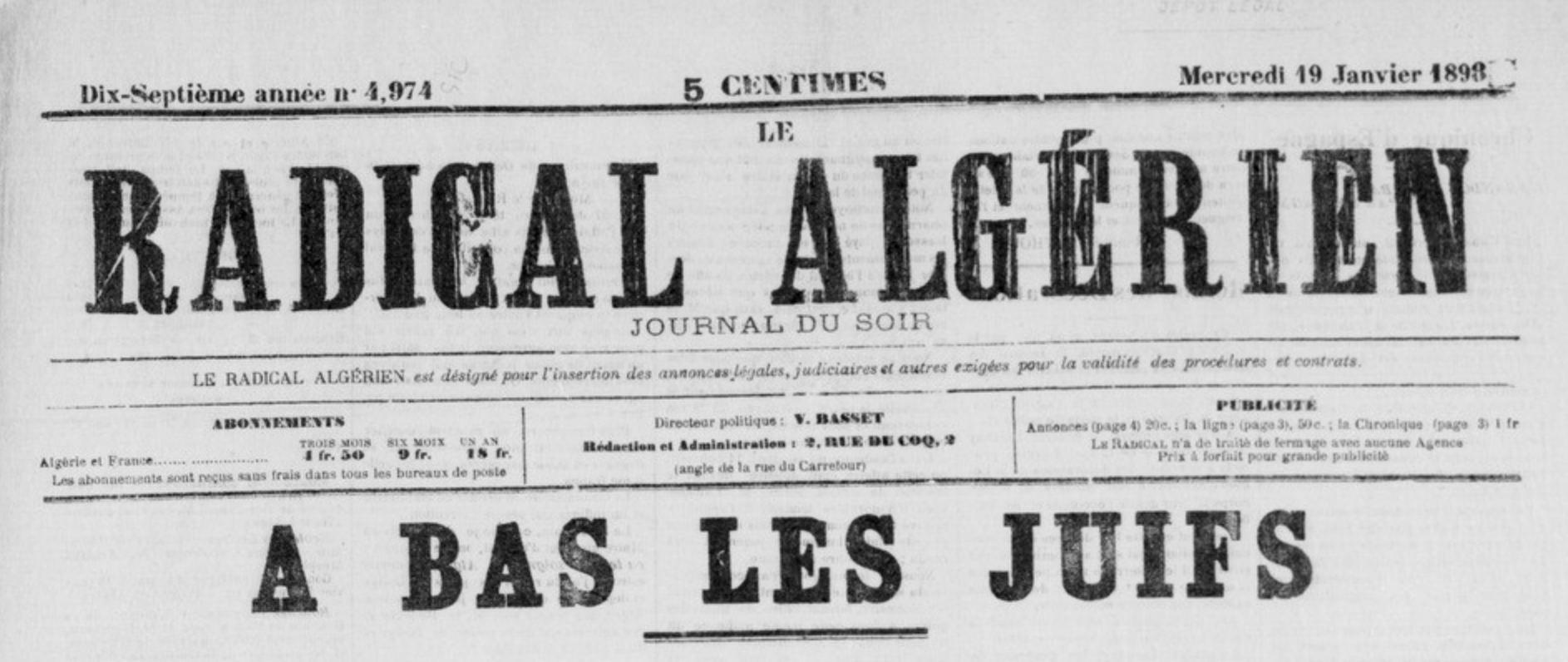
Une du radical Algérien 19/01/1898

Le 19 janvier est publié dans le journal Le Radical algérien une Une "A bas les juifs".  On peut y lire que Le 17 janvier 1898, un meeting antisémite de masse au Tivoli-Vauxhall à Paris a été attaqué et dispersé par les anarchistes et leurs alliés allemanistes. En réaction à cette acte une grande manifestation se déroula à Alger. Dreyfus et Zola, qui venait de publier son « J’accuse » le 13 janvier en première page de L’Aurore, furent brûlés en effigie.
Du 20 au 25 janvier 1898, les émeutes prirent la forme de meetings anti-juifs, d’irruptions dans le quartier juif, d’incendies, de pillages de boutiques, de personnes molestées le tout organisé sous les ordres de Max Régis (étudiant s'étant fait connaitre après s'être opposé à la nomination d'un professeur juif à l'Université d'Alger, il sera président de la Ligue anti-juive, rédacteur en chef du journal L’Antijuif algérien et élu Maire d'Alger la même année). 
Régis organisera le 22 janvier un grand meeting au Vélodrome de la ville devant une foule de 10 000 personnes, s'en suivra les jours suivants des pillages et des violences dans le quartier juif (Rue de la Lyre) entre antisémites et juifs. Inquiet pour ses ressortissants juifs, le consul de Grande Bretagne, avait fait venir un bateau arrivé au port d’Alger le 24 janvier pour les mettre à l’abri. 
L'intervention de l'armée le 27 janvier permettra de mettre fin aux violences. 

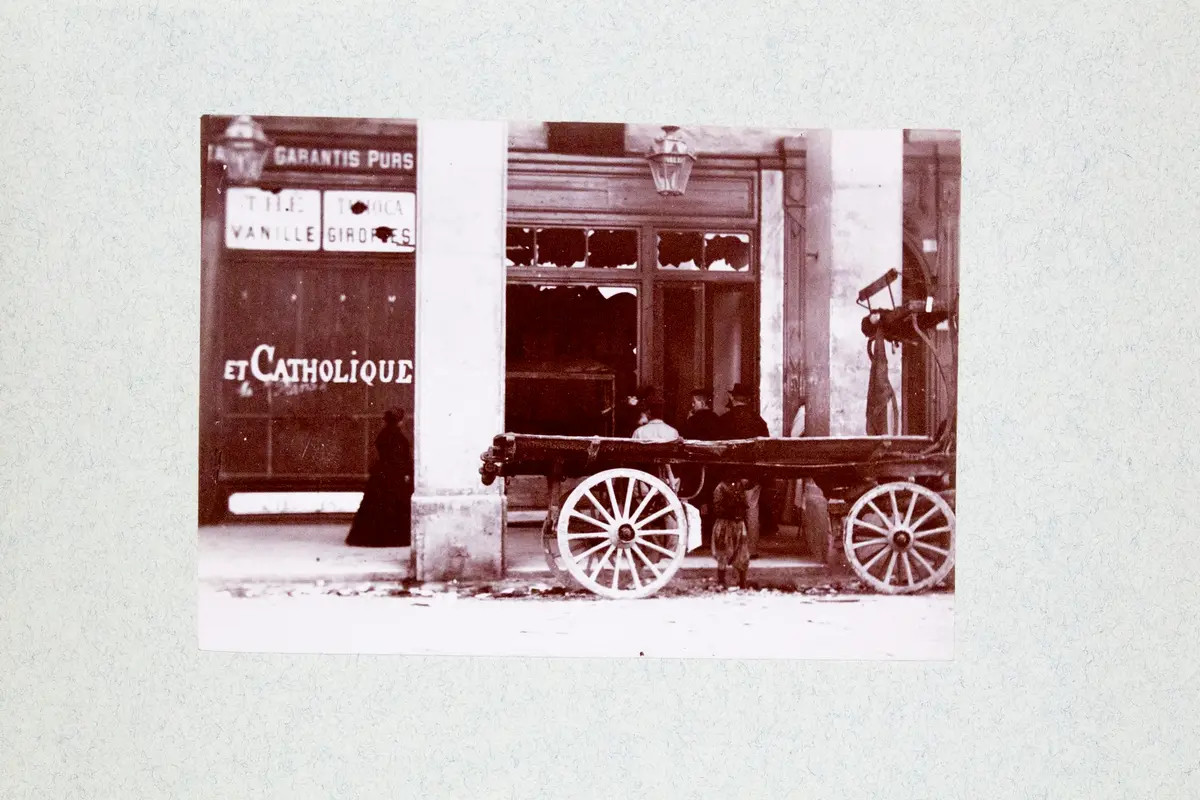
Magasin pillé lors de l'émeute

## Bilan
Après ces jours d’émeutes qui firent une centaine de blessés et deux morts parmi les Juifs. On comptait à Alger 138 attaques de magasins, les dégâts matériels s'élevaient à 50 000 francs.
Des condamnations à des peines de prison allant jusqu’à un an touchèrent 700 individus (580 citoyens français, 74 Arabes, 32 Espagnols, 11 Italiens, 2 Maltais, 1 Allemand). Les étrangers et les Indigènes furent beaucoup plus sévèrement punis que les citoyens Français : quelques mois à deux ans de prison pour les Français coupables de vols ou de bris de clôture quand les étrangers étaient expulsés et les Indigènes condamnés à des peines allant jusqu’à cinq ans de prison.